# 妙泰寺 (福井県南越前町)
妙泰寺（みょうたいじ）は、福井県南条郡南越前町西大道にある日蓮宗の寺院。山号は大谷山。旧本山は大本山妙顕寺(四条門流)、奠師法縁(奠統会)。北国身延と称され、妙顕寺四箇聖跡の一つ。仁王門に安置される寛永12年（1635年）制作の釈迦如来像と桃山時代の釈迦涅槃図は南越前町指定文化財。

## 歴史
- 永仁3年（1295年）立正大師日蓮の法孫で朗門の九鳳の一人日像が風光が甲斐身延山に似ていることから開基した。

## 旧末寺
日蓮宗は昭和16年に本末を解体したため、現在では、旧本山、旧末寺と呼びならわしている。
- 見寶山久成寺(南条郡南越前町古木)
- 妙法山蓮華寺(南条郡南越前町阿久和)

## 行事
- 明神会（七福神祭）　敬老の日に開催される。天明大飢饉（1781年－1789年）の凶作と疫病による惨状を救うため、厄除けに七福神に仮装して七面大明神にお供えをして泰納踊りを捧げて村内を廻ったのが起源という。

## 参考資料
- 日蓮宗寺院大鑑編集委員会『宗祖第七百遠忌記念出版 日蓮宗寺院大鑑』大本山池上本門寺 (1981年)